# Линар, Виктор
Виктор Линар (фр. Victor Linart, 26 мая 1889 — 23 октября 1977) — бельгийский велогонщик, чемпион мира.
Родился в 1889 году в коммуне Флореф. Начал ездить на велосипеде с 14 лет. После Первой мировой войны стал профессиональным велогонщиком, между 1913 и 1931 годами пятнадцать раз становился чемпионом Бельгии; за форму носа и тёмный цвет кожи получил прозвище «сиу». За спортивные достижения был награждён орденом Леопольда II.
Многократный победитель и призёр Чемпионатов мира по трековым велогонкам в дисциплине гонка за лидером.
В 1933 году завершил спортивную карьеру, переехал во Францию и поселился в Вернёй-сюр-Авр, где приобрёл лесопилку.
В честь Виктора Линара названы улицы во Флорефе и в Вернёй-сюр-Авр.